# Bomaanslag in New York

De ligging van de Verenigde Staten in Noord-Amerika.

Een overzichtskaart van de staat New York.

Bomaanslag in New York is een spionageroman van auteur Gérard de Villiers en is het 19e deel uit de S.A.S.-reeks met als protagonist de Oostenrijkse prins en freelance CIA-agent Malko Linge.

## Het verhaal
Bij een bomexplosie in New York komt de gevolmachtigde minister van Lesotho bij de Verenigde Naties om het leven. Hij blijkt in het bezit van grote hoeveelheden contant geld.
De Amerikanen vinden dit uiterst merkwaardig aangezien Lesotho een zeer armlastig land is. En om die reden betalen de Verenigde Staten alle uitgaven die samenhangen met vertegenwoordiging van Lesotho bij de Verenigde Naties.
Malko krijgt de opdracht om uit te zoeken hoe de gevolmachtigde minister aan het geld is gekomen.
Malko ontdekt al snel dat de Verenigde Naties een waar broeinest is. Een slangenkuil waarin alles lijkt toegestaan onder de noemer “diplomatie”: machtsmisbruik, afpersing en omkoping. Zelfs moord wordt niet geschuwd.

## Personages
- Malko Linge, een Oostenrijkse prins en CIA-agent;